# Брозинський Михайло Федорович
Михайло Федорович Брозинський — (нар. 29 жовтня 1947, Михалкове) — Український письменник, журналіст, редактор, член НСЖУ.

## Біографія
Михайло Брозинський народився 29 жовтня 1947 року в селі Михалкове Сокирянського району Чернівецької області. У 1965 р. закінчив середню школу в рідному селі, у 1972 р. — філологічний факультет Чернівецького державного університету (ЧДУ).
Трудову діяльність розпочав у 1965 р. на посаді коректора, відтак був літературним працівником, завідувачем відділу листів і масової роботи, відповідальним секретарем редакції Сокирянської районної газети «Дністрові зорі». З 1972 р.- відповідальний секретар Чернівецької обласної газети «Молодий буковинець». З 1979 р. — в Чернівецькій облтелерадіокомпанії головний редактор творчого об'єднання інформаційних, суспільно-політичних та економічних програм. З 2008 р. — літературний редактор газети «Буковинське віче».
Майже 20 років очолював найбільшу журналістську організацію на Буковині Чернівецького облтелерадіокомітету, де було на обліку понад 60 членів НСЖУ. За цей час були удостоєні почесних звань «Заслужений журналіст України»: Микола Смолінський, Аркадій Казимірський, Микола Палійчук, Василь Довгий, Денис Горбатюк, Тетяна Смолдирєва…, удостоєні звань: заслужений працівник культури України Любомира Паранюк, заслужений діяч мистецтв України Антоніна Фантух. Журналісти краю обирали Михайла Брозинського делегатом на Всеукраїнський з'їзд СЖУ.

## Творчі набутки
- Незрадлива колиска моя: Поезії, проза.- Чернівці: Благодійний Фонд журналіста Г. Л. Шабашкевича, 1996.- 53 с.
- Квіт папороті: Поезії. Новели. Оповідання. Нариси. Статті. — Чернівці: Видавничий дім «Букрек», 2007.- 284 с. — ISBN 978-966-399-074-3.
- Сонячний зайчик: Вірші для дітей дошкільного та шкільного віку. — Чернівці: Видавничий дім «Букрек», 2009.- 24 с., іл. — ISBN 978-966-399-188-7.
- Літа на долоні: Журналістика: нариси, статті, нотатки. — Чернівці: Видавничий дім «Букрек»,2010. — 208 с., іл. — ISBN 978-966-399-243-3.
- Босоніж по стерні: Повість про час і про нас. — Чернівці: Видавничий дім «Букрек», 2012. — 280 с. — ISBN 978-966-399-409-3.
- Дотик ранкової зорі: Лірика. — Чернівці: ВІЦ «Місто», 2012. 112 с. — ISBN 978-617-652-024-5.
- Політок (дещиця): Поезії, оповідання, новели, етюди. — Чернівці: Місто, 2015. — 192 с. — ISBN 978-617-652-121-1.
- Відлуння дружніх сердець6 рядки віршів у барвах мелодій. - Чернівці : Місто, 2020. - 60 с.Іл.

## Пісні
На слова Михайла Брозинського пісні друкувалися у газеті «Дністрові зорі», літературно-мистецьких випусках «Польова веселка», звучали по радіо, увійшли до збірників композиторів.
- Мафтуляк М. Допоки музика звучить. — Київ: Арфа, 1996:
  - Брозинський М. Вечірня пісня. — С. 59-62.
- Мафтуляк М. Первоцвіти: Вокально-хорові твори. — Чернівці: Місто, 2004:
  - Брозинський М. Сокиряни. -С. 23-25.
- Мафтуляк М. Шануймося та будьмо: Вокально-хорові твори. — Снятин: Музично-видавничий дім «В. ЛАЗАРЕНКО», 2011. — IN-MF-04-00552823:
  - Брозинський М. Жду я друга. — С. 49-50.
- Брозинський М.Зоря Івасюка: [Музика композитора, заслуженого працівника культури України Миколи Новицького].
- Брозинський М. Сокиряни: [Музика композитора, заслуженого артиста України Івана Дерди].
- Брозинський М. Ой, ти, земле, моя рідна: [Музика композитора, заслуженого діяча мистецтв України Віктора Рурака].

## Відзнаки, нагороди
- Член Національної спілки журналістів України (1971).
- Лауреат премії журналістського фонду імені Григорія Шабашкевича (1995).
- Почесний громадянин села Михалкове (2007).
- Почесний знак НСЖУ (2007).
- Дипломант конкурсу з нагоди 50-річчя НСЖУ(2009).
- Лауреат літературної премії імені Дмитра Загула (2012).
- Лауреат літературно-мистецької премії ім. Івана Бажанського.